# 吳建衡

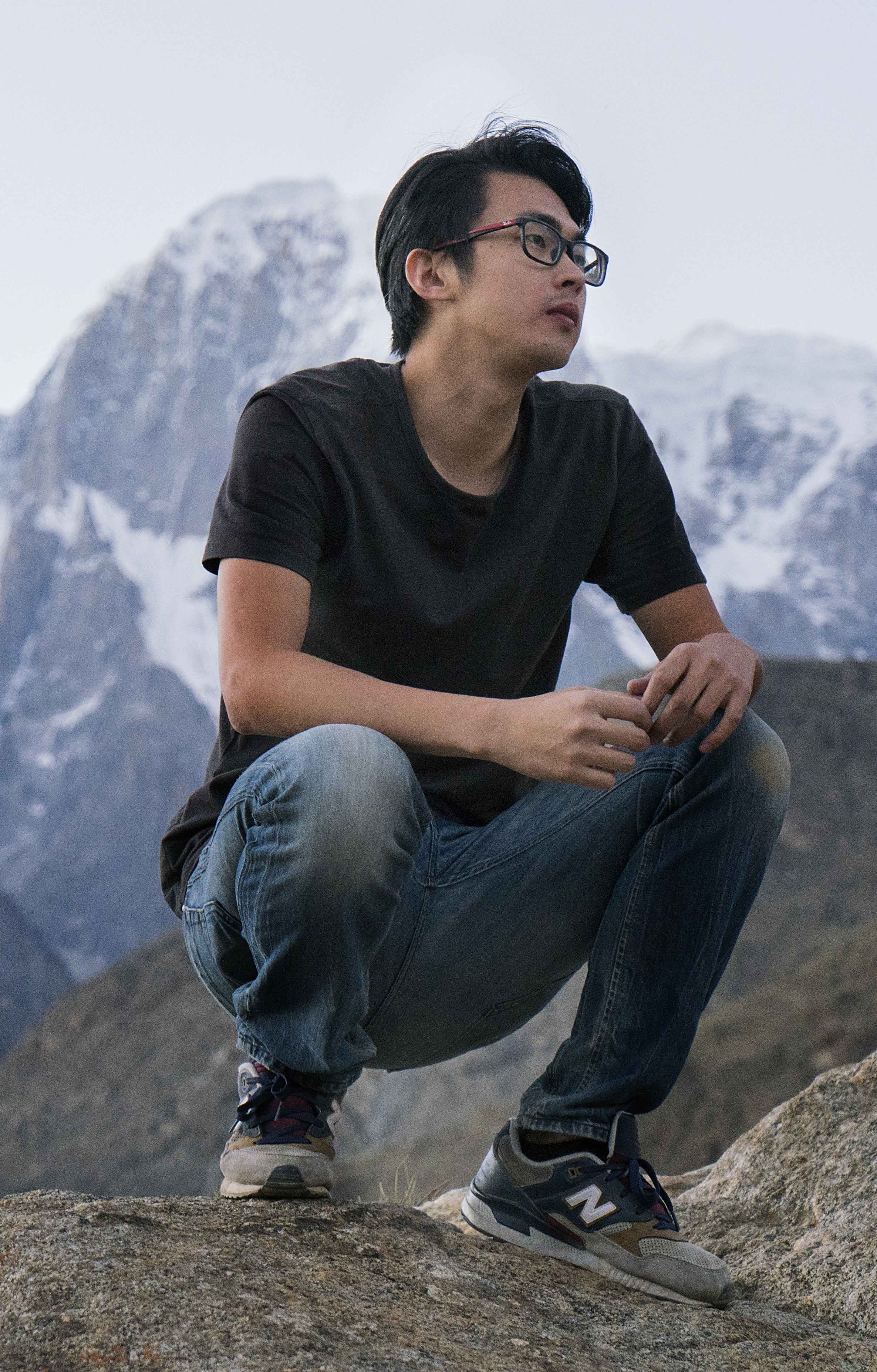
Ed Wu

吳建衡（1988年2月28日—），雲林縣人，為國立台北大學休閒運動與管理學系學生，2011年帶著電音三太子到印度旅遊，在印度的大街小巷和觀光景點跳舞，拍攝推廣台灣影片。後續得到不同贊助單位，完成台灣三太子巡迴世界各國拍攝任務。
吳建衡於2014年10月，完成台灣三太子巡迴72國影片。
吳建衡同時為人文/紀實攝影師，於2016年9月、11月分別完成巴基斯坦以及阿富汗拍攝任務，並持續進行各項紀實故事拍攝中。

## 趣聞
- 在印度總統府前被警察攔查，關進拘留室8個小時。

## 影音作品
- 台灣三太子在印度（2011） （页面存档备份，存于）

- 台灣三太子在非洲（2012） （页面存档备份，存于）

- 台灣三太子在72國(2014)  （页面存档备份，存于）

- Happy Protect Taiwan Edition （页面存档备份，存于）

## 攝影平面作品
- Canon線上影展-亞歷山大帝遺留下的子民 （页面存档备份，存于）

- 你喜歡巴基斯坦嗎 （页面存档备份，存于）

- 阿富汗帕米爾-上帝的搖籃 （页面存档备份，存于）

- 美麗佳人Marie Claire 2017年4月號-前第三性公關的自白—重獲「新身」的女人 （页面存档备份，存于）

- 關鍵評論網-巴基斯坦的孩子愛讀什麼書？ （页面存档备份，存于）

## 獲得獎項
- 2011年「Keep Walking 夢想資助計畫」贊助得主之一[2]
- 2012年LEXUS百萬挑戰賽首獎與網路人氣獎[3]。
- 2014年「Keep Walking 夢想資助計畫」贊助得主之一

## 著作
- 《台灣三太子出巡囉！熱血壯遊72國》，吳建衡，流行風出版社，2014年10月2日，ISBN 9789863061625。
- 《在眾神的領地裡流浪》吳建衡，尖端出版

2019年4月1日 ISBN 9789571085104

## 外部連結
- 吳建衡Ed Wu Photography  （页面存档备份，存于）